# Živko Juzbašić
Živko Juzbašić (Jošavica, pokraj Petrinje, Savska banovina, Kraljevina SHS / Jugoslavija,18. svibnja 1924. - Zagreb, Republika Hrvatska, 20. listopada 2015.), antifašist, hrvatski političar srpske nacionalnosti i mirotvorac.

## Mladost
Rođen je u selu Jošavica, pokraj Petrinje, u obitelji Petra i Draginje Juzbašić. Osnovnu školu i gimnaziju je završio u Petrinji, gdje je 1940. upisao Učiteljsku školu, koju je prekinuo zbog izbijanja Travanjskog rata 1941., potom kao sedamnaestogodišnjak pristupa Komunističkoj partiji, te se po izbijanju ustanka na Baniji priključuje NOB-u.  Bio je pripadnik Sedme banijske divizije s kojom je sudjelovao u bitkama na Neretvi i Sutjesci 1943. Završetak Drugog svjetskog rata je dočekao u činu majora JA, te je karijeru nastavio u vojsci, da bi bio 1961. umirovljen u činu pokovnika JNA.

## Srednje godine
Nakon izlaska iz vojske postao je pomoćnik ravnatelja Instituta za historiju radničkog pokreta Hrvatske 1962. – 1963. Nakon čega je izabran za predsjednika Skupštine općine Petrinja, koju je obnašao u razdoblju 1963. – 1967. Od 1963. Do 1965. Bio je poslanik u Saveznij skupštini SFRJ, a u razdbolju 1965. – 1969. Bio je zastupnik u Saboru SR Hrvatske. Bio je prepoznat i kao direktor Mesne industrije Gavrilović, u Petrinji. Tu je dužnost obnašao od 1967.do 1973., kada je pod pritiskom novih strujanja u SKH, nakon sloma hrvatskog proljeća, i zbog kritiziranja aktualne gospodarske politike, bio je prisljen podnijeti ostavku.

## Politička karijera u samostalnoj Hrvatskoj
Nakon demokratskih promjena u Hrvatskoj, na izričitu zamolbu hrvatskog predsjednika Franje Tuđmana bio je imenovan za nestranačkog ministra bez portfelja u tzv. Vladi demokratskog jedinstva pod predsjednikom Vlade RH Franjom Gregorićem, u vremenskom razdoblju od 31. srpnja 1991.godine do kolovoza 1992.godine. Pri izvršavanju tog mandatu dodatno je bio imenovan članom Kriznog štaba Vlade RH. u ime hrvatske Vlade, bio je imenovan članom Povjerenstva za pregovore o primirju i razmjeni zarobljenika, zatim član Savezne komisije za prekid vatre, te je bio imenovan za člana Delegacije za pregovore u Den Haagu, potom imenovan članom Ekspertne grupe za ljudska prava i prava nacionalnih zajednica, te za člana Radne grupe za pripremu Ustavnog zakona o ljudskim pravima i slobodama te pravima etničkih i nacionalnih zajednica ili manjina.
Na dužnosti ministra bez portfelja Vlade demokratskog jedinstva iznio prijedlog za formiranje srpske brigade „Nikola Tesla“ u sklopu HV-a, što je tadašnji ministar obrane Gojko Šušak odbio. 

Nakon prestanka mandata, na prijedlog predsjednika SDP-a Ivice Račana, kandidirao se kao nestranački kandidat na parlamentarnim izborima 1992., za Zastupnički dom Sabora RH, te je u razdoblju od 1992. do 1995. Bio zastupnik u Zastupničkom domu Sabora RH. U tom je mandatu kratko vrijeme bio član Komisije za istraživanje ratnih i poratnih žrtava Drugog svjetskog rata. U tom je razdoblju, kao zastupnik u Zastupničkom domu Sabora RH, bio prisiljen suočavati se s brojnim šovinističkim ispadima dijela zastupnika iz jednog krila HDZ-a, među kojima je prednjačio bivši partizanski borac i nekadašnji udbaš Milivoj Kujundžić (HDZ).  
„Moja principijelna stajališta i isticanje antifašizma bili su crvena krpa mnogima. Sjećam se žestokih napada od strane (...), začudo, i jednog antifašističkog borca, Milivoja Kujundžića. (...) HDZ-ova desnica zauzimala je važna mjesta u državi, posebno u upravi, vojsci i policiji, među lokalnim političarima i u Saboru, i nije joj odgovarao mir, normalizacija i demokratizacija. Treba imati na umu da su u Sabor 1992. izabrani „zaslužni hadezeovci, vrlo radikalni i ekstremni u svojim stavovima. Sanader ih se, kao što znamo, uglavnom odrekao, a neki su i napustili HDZ.“ 
U to je vrijeme jedna od Kujundžićevih dosjetljivih izjava bila "da Sabor nema što raspravljati o odnosu prema Srbima u Hrvatskoj, te je poručio: "Vi se Srbi morate pomiriti sa statusom nacionalne manjine u Hrvatskoj, inače, sretan Vam put!"
"Trebalo se boriti za svakog lojalnog Srbina, jer svaki lojalni Srbin bit će sutra most za zajednički život. Nikad, ni u prošlom ratu, četnici i ustaše nisu predstavljali Hrvate i Srbe, bio je to najveći ološ jednog i drugog naroda. I danas je slična situacija: nerijetko najgori uzimaju vlast u ruke i dijele pravdu. To ne može biti, takvi su protiv bilo kakvog pokušaja zajedničkog života. A on je ipak neminovnost. Zato nam treba mir. A on nema cijenu ni alternativu. Samo se u miru može razviti prava demokratska Hrvatska koja će ući u međunarodnu zajednicu demokratskih država."
Sam Živko Juzbašić, kao uvjereni antifašist i mirotvorac uvijek se nastojao založiti za smirivanje političke situacije, za pokušaje ponovnih pregovaranja i mirenje usijanih glava kako u Saboru, tako i na terenu, te pokušaj postizanja dogovora, iako je sve to u tom vremenu bilo izrazito otežano te je kao takav često bio u Saboru izložen verbalnim napadima HDZ-ovih zastupnika.
Bio je među prvima prilikom osnivanja Hrvatskog helsinškog odbora za ljudska prava (HHO) 1993.godine, te je ujedno i jedan od suosnivača političke stranke Akcija socijaldemokrata Hrvatske, čiji je prvi predsjednik bio Miko Tripalo.
O okolnostima događaja iz tog vremena i svojim saznanjima, na Županijskom sudu u Zagrebu, u rujnu 2012., u postupku za ratne zločine protiv okrivljenog Tomislava Merčepa, kao svjedok se pojavio i Živko Juzbašić, koji je iznio saznanja o zločinima počinjenim nad srpskim civilima tijekom 1991. godine na zagrebačkom, kutinskom i pakračkom području poznatijima kao zločini u Pakračkoj poljani. Tom je prilikom Juzbašić iznio saznanja kako su 1991. "najveći kriminalci" pušteni iz zatvora i naoružani te da je, po njegovim podacima, 'daleko od bojišnice' bilo ubijeno ili je nestalo više od 700 ljudi. Također je tom prilikom iznio zaključak je da je paviljon na Zagrebačkom velesajmu bio 'privatni sabirni logor', te kako je riječ o crnoj mrlji u povijesti Grada Zagreba. Na istom je ročištu kao drugi svjedok bio Josip Manolić, koji je potvrdio podatak o postojanju tog ilegalnog sabirnog centra na zagrebačkom Velesajmu, te kako je tamo vladala samovolja pojedinaca koji su njime upravljali.
U mandatu predsjednika RH Ive Josipovića (2010. – 2015.), u travnju 2010., bio je imenovan članom Savjeta predsjednika RH za ratne veterane  u kojem su se razmatrale, analizirale i obrađivale teme iz područja problematike hrvatskih branitelja i njihovih obitelji proizašlih iz vremena Domovinskog rata, ratnih veterana i antifašističkih boraca NOB-a proizašlih iz vremena Drugog svjetskog rata. 
Bio je oženjen i otac dvoje djece. Umro je u Zagrebu, 20.listopada 2015.godine, u 92-oj godini života.

## Odlikovanja i priznanja
Bio je nositelj više odlikovanja i priznanja za zasluge tijekom NOB-a, među ostalim Partizanske spomenice 1941., a zbog donošenja Zakona o otkupu vojnih stanova, te dodjeljivanja odlikovanja osobama koje se sumnjičilo za ratne zločine, odbio je dva odlikovanja koja mu je ponudio predsjednik Tuđmana prilikom pedesete godišnjice pobjede nad fašizmom, ali je odlikovan spomenicom Domovinskog rata

## Djela
Autor je više radova i monografija:  
- Partizanski rat na Baniji 1941. – 1945., Zagreb, 1962.
- Gdje su šanse razvoja nerazvijenih područja Hrvatske, Zagreb, 1970.
- Veliki jubilej Gavrilovića: posticaj i obaveza, objavljenom u: 150 godina mesne industrije "Gavrilović" Petrinja: 1821. – 1971., au.Milan Nožinić, Zagreb, Informator, 1971.
- Srpsko pitanje i hrvatska politika: svjedočanstva i dokumenti: 1990. – 2000., Zagreb, Prometej, 2009.

## Vanjske poveznice:
- https://snv.hr/znameniti-srbi/zivko-juzbasic-politicar/
- https://www.portalnovosti.com/banijski-prvoborac-i-mirotvorac
- https://www.vecernji.hr/enciklopedija/zivko-juzbasic-18298